# افتخار (فیلم ۲۰۰۴)
افتخار (به هندی: Garv) فیلمی محصول سال ۲۰۰۴ و به کارگردانی پانت ایثار است. در این فیلم بازیگرانی همچون سلمان خان، شیلپا شتی، ارباز خان، آمریش پوری، فریده جلال، کولبوشان کارباندا، انوپم کهیر، موکش ریشی، شیواجی ساتام، راجپال یاداو ایفای نقش کرده‌اند.

## خلاصه داستان
این فیلم داستان سه پلیس شجاع و صادق است؛ سمر سینگ (آمریش پوری)، آرجون روانوات (سلمان خان) و حیدر علی‌خان (اباز خان). سامر می‌خواهد میزان جرم و جنایت را در دولت کاهش دهد. این سه نفر با موانع مواجه هستند؛ چرا که سیاستمداران قدرتمند و فاسد مشکلات زیادی را برایشان به وجود می‍آورند و…